# Vermeijius retiarius
Vermeijius retiarius is een slakkensoort uit de familie van de Fasciolariidae. De wetenschappelijke naam van de soort is voor het eerst geldig gepubliceerd in 1901 door E. von Martens.